# Rudolf Kubitschek
Rudolf Kubitschek (29. prosince 1895 České Žleby – 29. května 1945 Prachatice) byl folklorista, spisovatel a znalec Šumavy.

## Život a kariéra
Rudolf Kubitschek se narodil jako syn finančního ředitele v šumavských Českých Žlebech na Volarsku. Navštěvoval německá gymnázia v Žatci a Prachaticích a studoval německý jazyk a literaturu, historii a geografii na Německé univerzitě v Praze. V roce 1920 získal v Praze u rakouského profesora Primuse Lessiaka doktorát za práci na dialektové geografii Šumavy. Dalších 25 let pracoval Kubitschek jako středoškolský profesor v Duxu, Praze, Plané u Mariánských Lázní, Chebu a Plzni, vyučoval také na učitelském ústavu v Českých Budějovicích.
Je považován za významného národopisného, vlastivědného a jazykového znalce Šumavy.
Spolu s místním historikem Josefem Blauem a básníkem Hansem Watzlikem Kubitschek založil a od roku 1919 editoval Böhmerwäldler Dorfbücher, které vycházely v českobudějovickém nakladatelství Moldavia; jako první svazek editoval Hirschauerstücklein. V roce 1920 spolu s učiteli Karlem Hoferem, Karlem Gaierem, Augustem Michlem a dalšími Kubitschek založil v okrese Prachatice komunitní studijní skupinu „Goldener Steig“ (Zlatá stezka), která v následujících letech zkoumala přesný průběh této staré obchodní stezky mezi Prachaticemi a státní hranicí; v roce 1927 ji vyznačili panely.
Rudolf Kubitschek byl schopen velmi srozumitelně prezentovat informace ze svých archivů a terénního výzkumu historie osídlení, lingvistického folklóru a dialektové geografie.

## Dílo
- Hirschauerstücklein. České Budějovice 1919.
- Böhmerwäldler Bauernschwänke. Vídeň, Praha, Lipsko 1920.
- Wallern und die Wallerer. (společně s Valentinem Schmidtem). České Budějovice 1921.
- Die Holzhauersiedlung Fürstenhut. Passau 1921.
- Bauernrätsel. Pasov 1922.
- Von den Namen der Heimat. Oberplan 1923.
- Böhmerwäldler Spottbüchlein. Prachatice 1925.
- Hundert altdeutsche Schwänke. Liberec 1926.
- Die Mundarten des Böhmerwaldes. Plzeň 1927.
- „Tief drin im Böhmerwald“. Das Heimatlied der Böhmerwäldler. Plzeň 1931.
- Eleonorenhain. Hundert Jahre Böhmerwäldler Glasmacherkunst. Cheb 1932.
- Waldler. Kurzweilige Geschichten. Plzeň 1934.
- Die Herkunft der Wallerer. Praha 1935.
- Větve a paty z Českého lesaSchnurren und Schwänke aus dem Böhmerwald. Karlovy Vary 1939.
- Schnurren und Schwänke aus dem Böhmerwald. Winterberg 1939.
- Allerlei Bayerisches und Böhmisches. Volkskundliche Aufsätze. Winterberg 1940.
- Pilsen. Vergangenheit und Gegenwart. Plzeň 1940.
- Glück und Segen. Alte und neue Böhmerwald-Schwänke. Karlovy Vary, Lipsko 1942.
- Der Böhmerwald lacht. Schnurren und Schwänke. Karlovy Vary 1944.
- Waldbauerng'schichten. Vídeň 1948 (posmrtně).